# Actaeomorpha punctata
Actaeomorpha punctata är en kräftdjursart som beskrevs av John R. Edmondson 1935. Actaeomorpha punctata ingår i släktet Actaeomorpha och familjen Leucosiidae. Inga underarter finns listade i Catalogue of Life.